# اوترادنویه (سرزمین آلتای)
اوترادنویه (به لاتین: Otradnoye) یک منطقهٔ مسکونی در روسیه است که در سرزمین آلتای واقع شده‌است.